# Langue des signes russe
La langue des signes russe (en russe : русский жестовый язык, rousski jestovy yazyk) est la langue des signes utilisée par les sourds et leurs proches en Russie et dans la plupart des anciennes républiques soviétiques.

## Histoire
La première école russe pour les personnes sourdes ouvre ses portes en 1806 à Pavlovsk, à proximité de Saint-Pétersbourg, puis, durant la seconde moitié du XIXe siècle, leur nombre augmente considérablement, pour atteindre 145 en 1932 dans toute l'Union Soviétique.
Comme un peu partout dans le monde, le Congrès de Milan de 1880 entraîne le remplacement de l'utilisation de la langue des signes dans l'éducation par l'enseignement oral et la lecture sur les lèvres. Malgré un court retour à la langue des signes dans les années 1930, la méthode orale est encore celle utilisée de nos jours dans les écoles pour sourds. Cela n'empêche pourtant pas la langue des signes d'être utilisée par les sourds de Russie pour communiquer entre eux.
En 1992, Galina Zaitseva, spécialiste en langue des signes russe, ouvre à Moscou la première école d'enseignement bilingue pour personnes sourdes, c'est encore l'unique de Russie.

## Caractéristiques
Comme les premiers professeurs sont formés à Paris en France et à Vienne en Autriche, la langue se développe à partir des langues des signes autrichienne et française. Pourtant, même si Bickford relève des connexions historiques avec ces langues des signes, la comparaison de leurs signes n'en donne que peu de preuves.
L'alphabet dactylologique utilisé s'effectue à une main et représente l'écriture cyrillique.
Il existe également un « russe signé », qui utilise les signes de la langue des signes russe avec une grammaire russe. Certains le considèrent comme faisant partie de la langue des signes russe tandis que d'autres y voient deux systèmes distincts.
Les langues des signes utilisés dans certaines des anciennes républiques soviétiques semblent être devenues des dialectes, tandis que d'autres ont suffisamment divergé pour être considérées comme des langues à part entière. Par exemple, les langues des signes ukrainienne et moldave descendent de la langue des signes russe et ont conservé une similarité lexicale relativement élevée avec elle.

## Utilisation
La langue des signes russe est utilisée principalement en Russie, mais également en Arménie, Biélorussie, Estonie, Israël, Kazakhstan, Kirghizistan, Moldavie, Tadjikistan, Turkménistan et Ouzbékistan.
909 000 personnes l'utiliseraient dans le monde. Le nombre d'utilisateurs en Russie diffère selon les sources : 700 000 (2021 DBS/DOOR/SIL), de 430 000 à 860 000 sourds signants (soit de 0,3 % à 0,6 % de la population totale), 121 000 (recensement de 2010), 715 000 (2014 IMB).
Des centaines de pensionnats pour sourds ont été créés, ainsi que quelques écoles professionnelles, principalement oralistes. Il existe également des associations et des clubs sportifs pour sourds.
Il est possible dans certaines grandes villes d'obtenir les services d'interprètes et de participer à des cours de langue des signes pour les entendants.
Une organisation pour les professeurs de langue des signes a été créée, ainsi que la « Société panrusse des sourds » (Всероссийское общество глухих, ВОГ),.